# ویلیان (بازیکن فوتبال، زاده ۱۹۸۶)
ویلیان گومز دی سیکوئرا (به پرتغالی: Willian Gomes de Siqueira) مهاجم، هافبک اهل برزیل است که در شهر ترس فرونتیراس و در تاریخ ۱۹ نوامبر ۱۹۸۶ به دنیا آمده‌است.
ویلیان گومز دی سیکوئرا در تیم‌های فوتبال اتلتیکو پارانائنزه، فیگورنسه، کورینتیانس، کورینتیانس، متالیست خارکوف و کروزیرو سابقهٔ حضور دارد.